# 郭蒙
郭蒙（前3世纪？—前183年），汉朝初年列侯。
郭蒙以戶衛薛县起兵，跟随吕泽，在槓里击破秦軍，在曲遇击破楊熊軍，刘邦建漢，為越將軍，定三秦，担任都尉堅守敖倉，转任將軍，参与击败项羽，汉高帝六年（前201年）正月，封東武侯，二千戶，次序四十一。汉高帝十一年（前196年），陈豨反汉，派王黄攻打曲逆，张春渡河击聊城。郭蒙与齐国相国曹参率军将他们击败。吕后五年（前183年），郭蒙去世，谥号貞。其子郭它于吕后六年（前182年）袭封東武侯，汉景帝前六年（前151年）郭它棄市，國除。